# خارماهی‌های سیاه
خارماهی‌های سیاه (نام علمی: Micropterus) نام یک سرده از خانواده خورشیدماهیان آب شیرین است.